# Pulsnitzer Pfefferkuchen

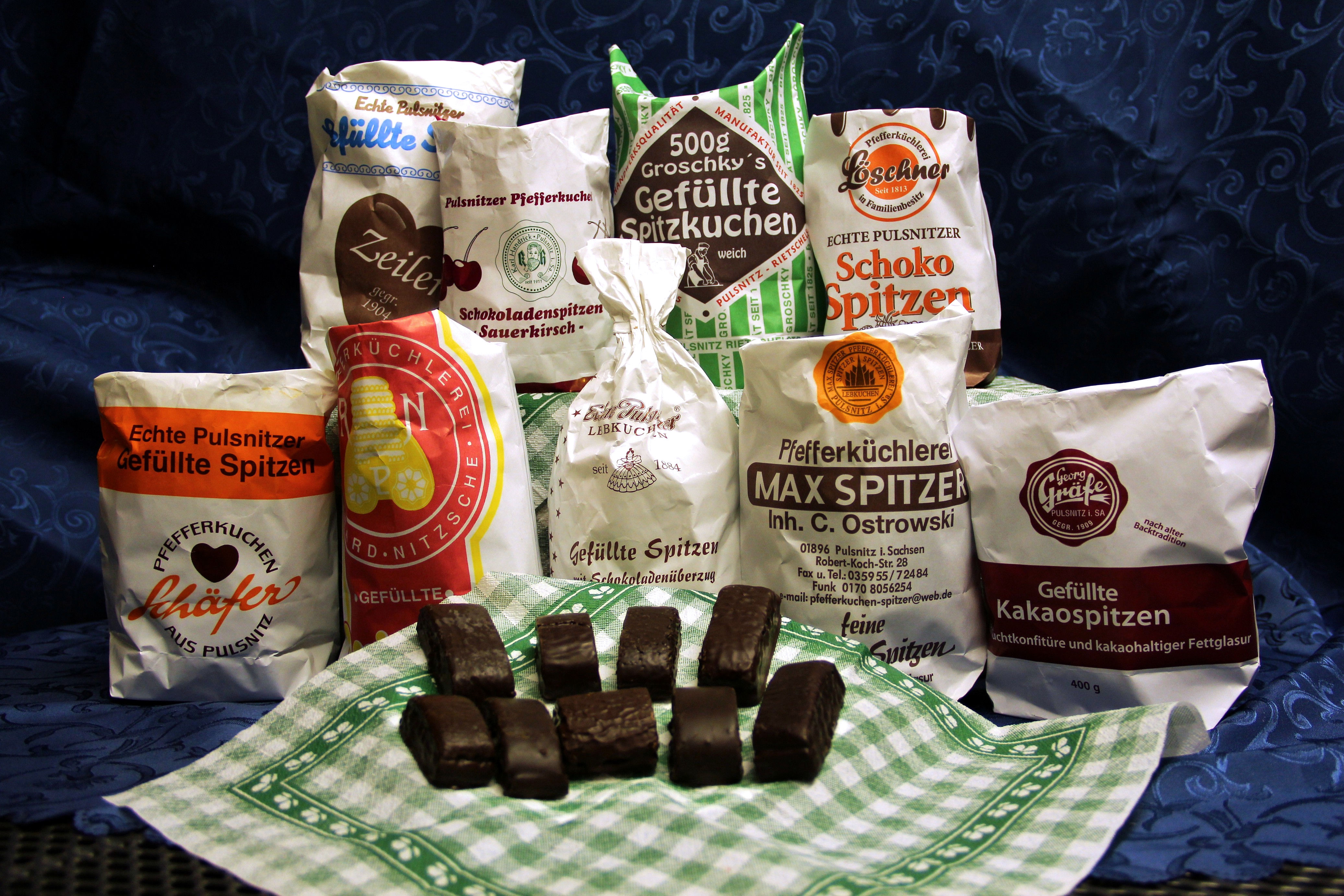
Spitzenvielfalt aus der Pfefferkuchenstadt Pulsnitz

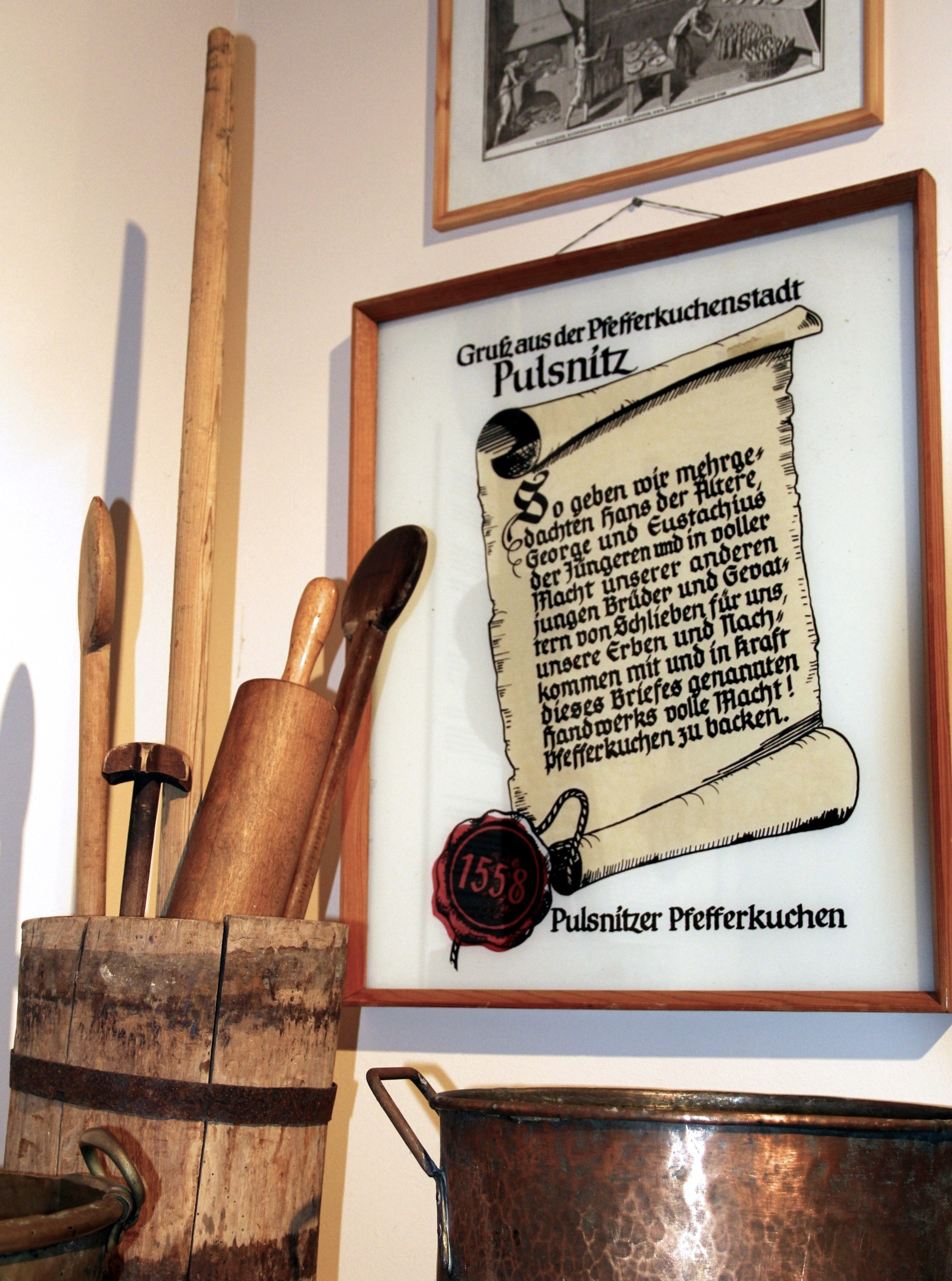
Exponate aus dem Museum Pfefferkuchen-Schauwerkstatt in Pulsnitz

Werbeanzeige der Pfefferküchlerei von Oswald Köhler von 1890

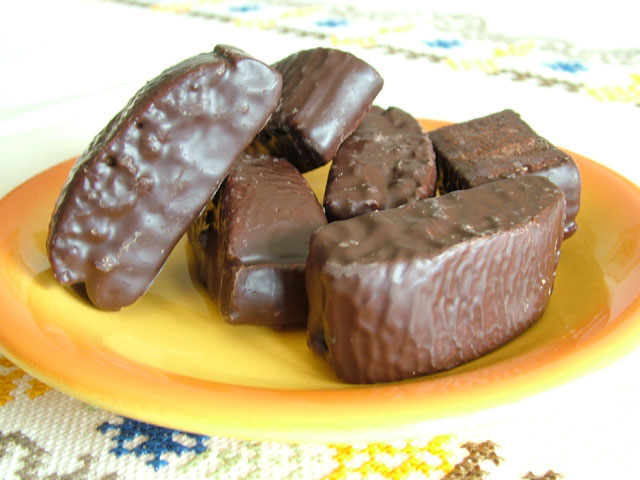
Pulsnitzer Spitzen

Werbeanzeige der Pfefferküchlerei von K. Hermann Richter von 1896

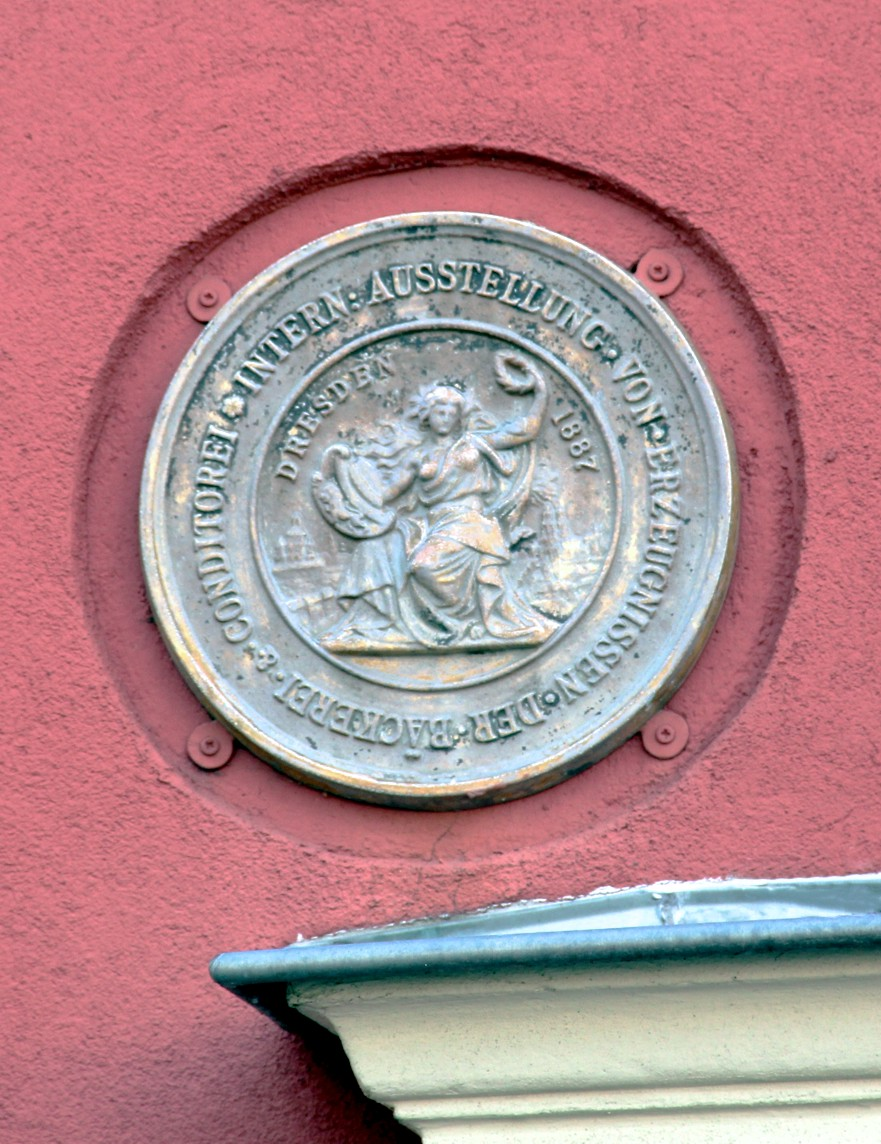
Abbildung einer Preismedaille an der Fassade der ehemaligen Pfefferküchlerei von Gottfried Tobias Thomas in Pulsnitz

Werbeanzeige der Pfefferküchlerei von Gottfried Tobias Thomas von 1890

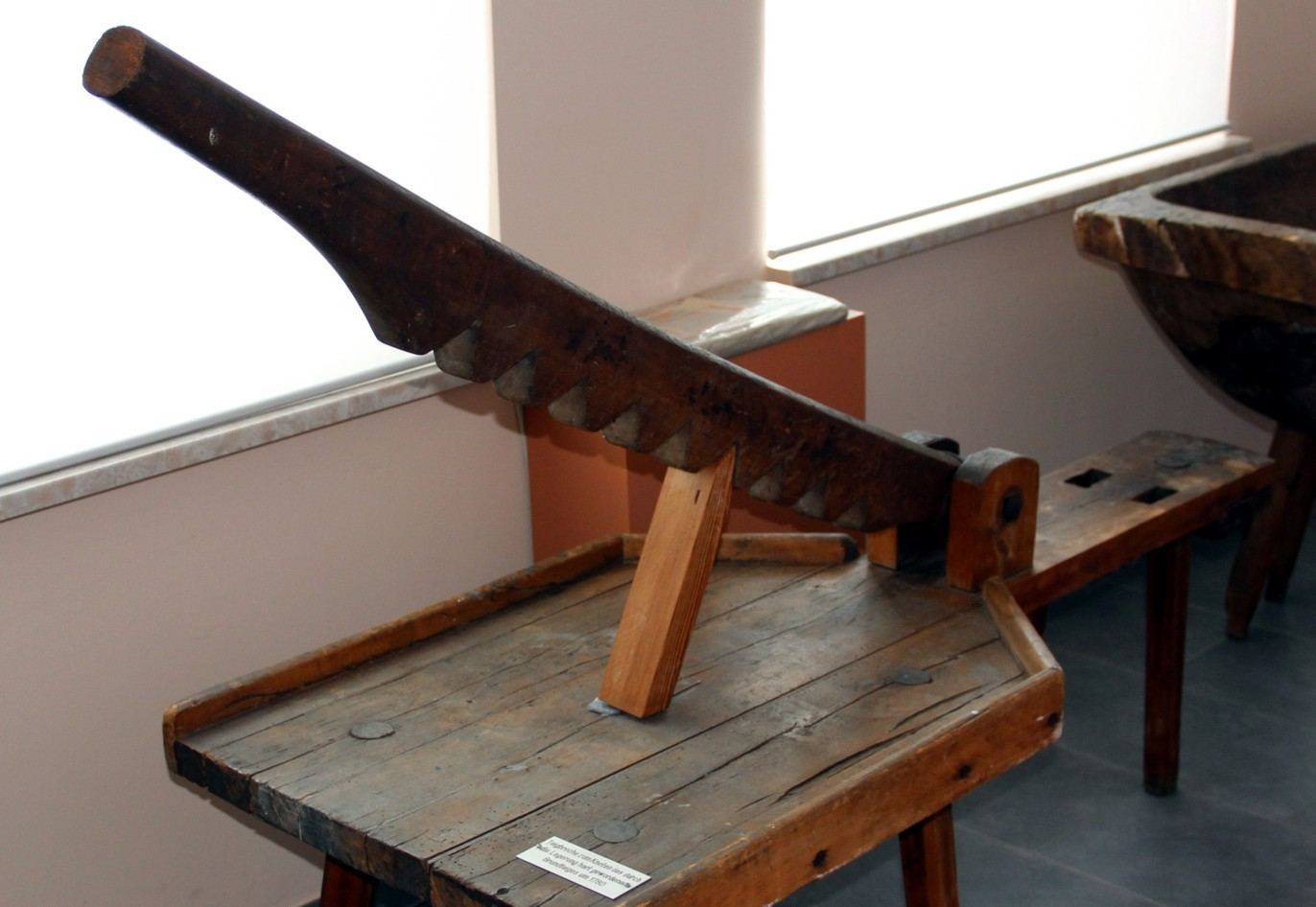
Historische Brechbank im Museum Pfefferkuchen-Schauwerkstatt in Pulsnitz

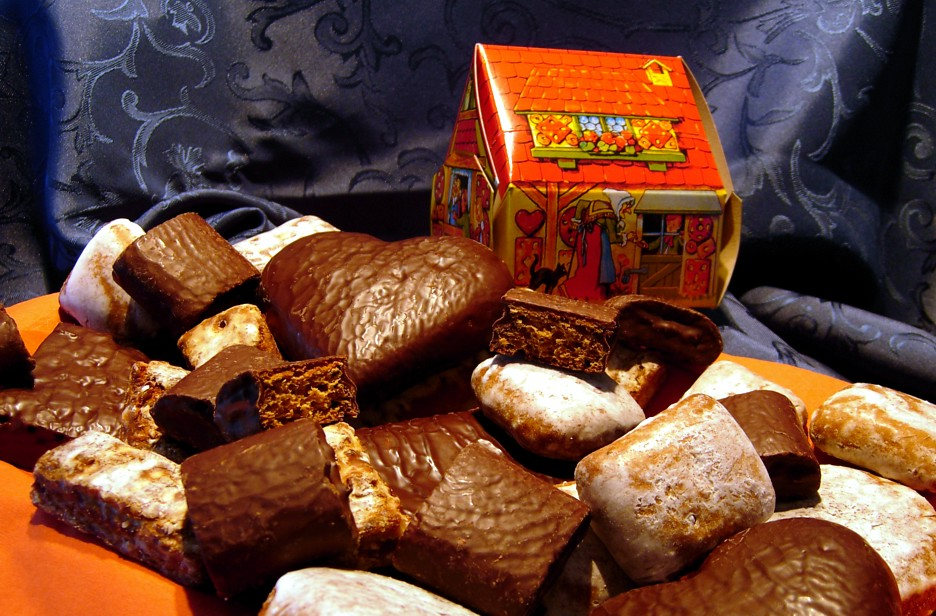
Verschiedene Pfefferkuchen

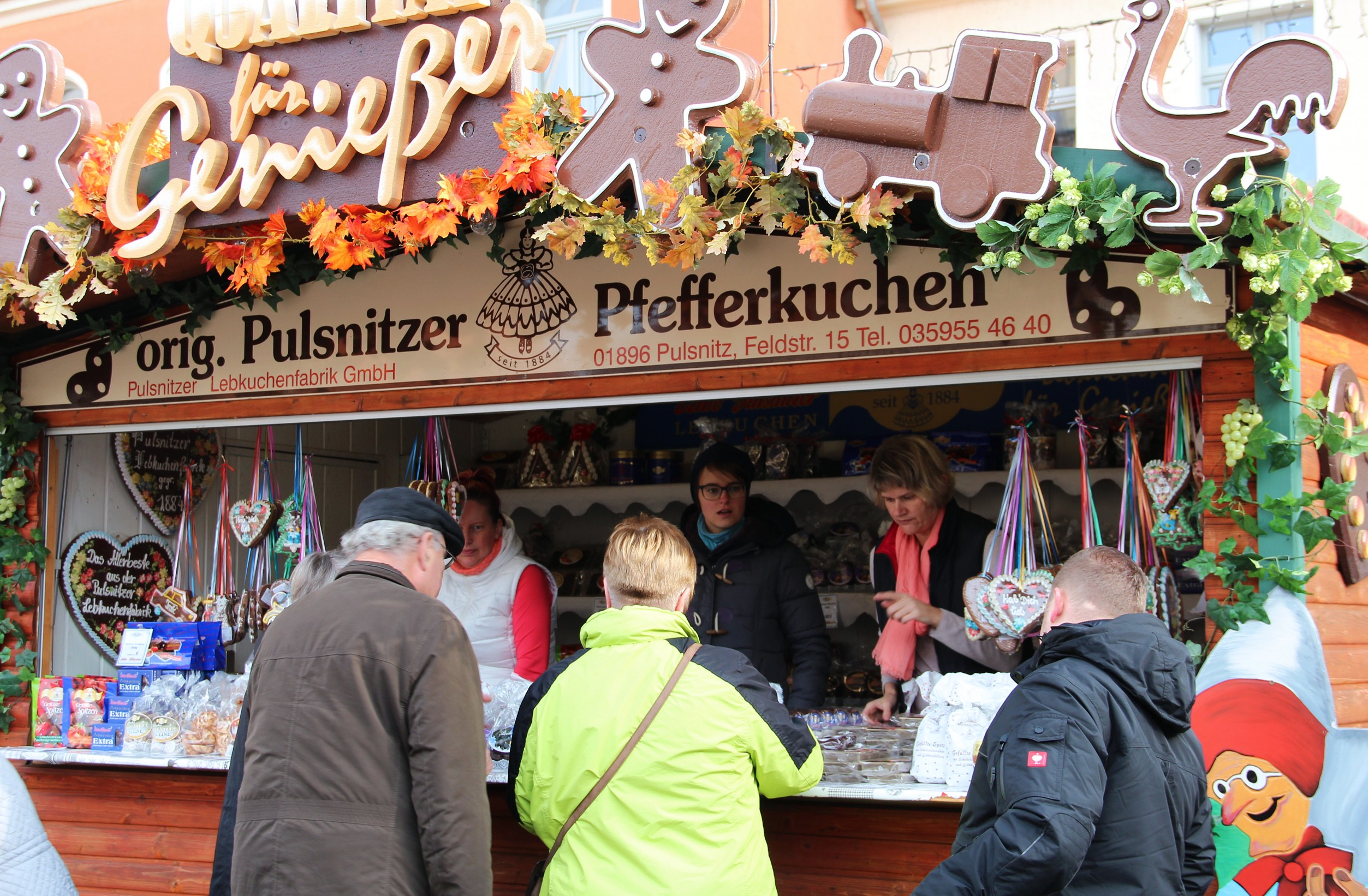
Der Pfefferkuchenmarkt in Pulsnitz

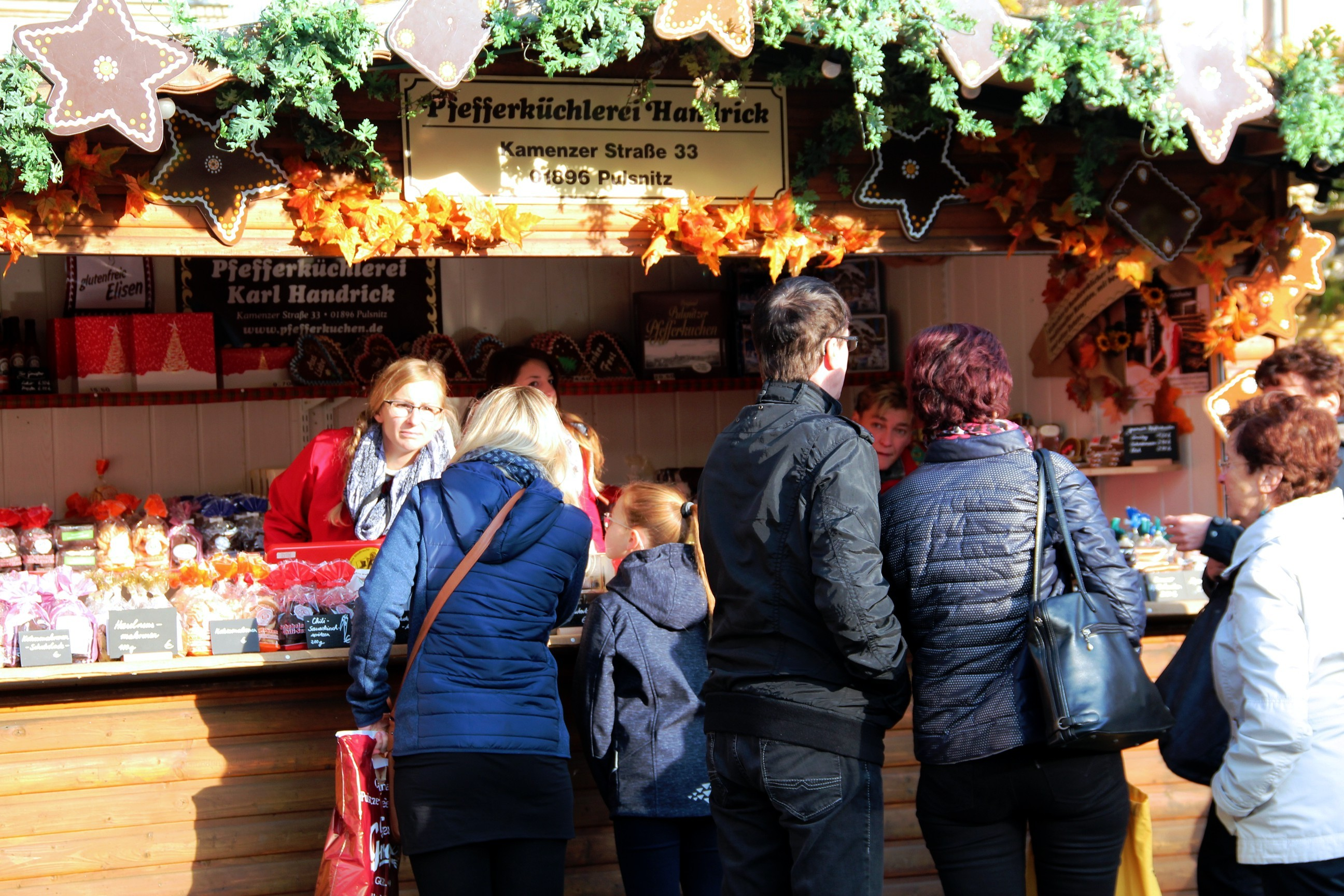
Auf dem Pfefferkuchenmarkt in Pulsnitz 2017

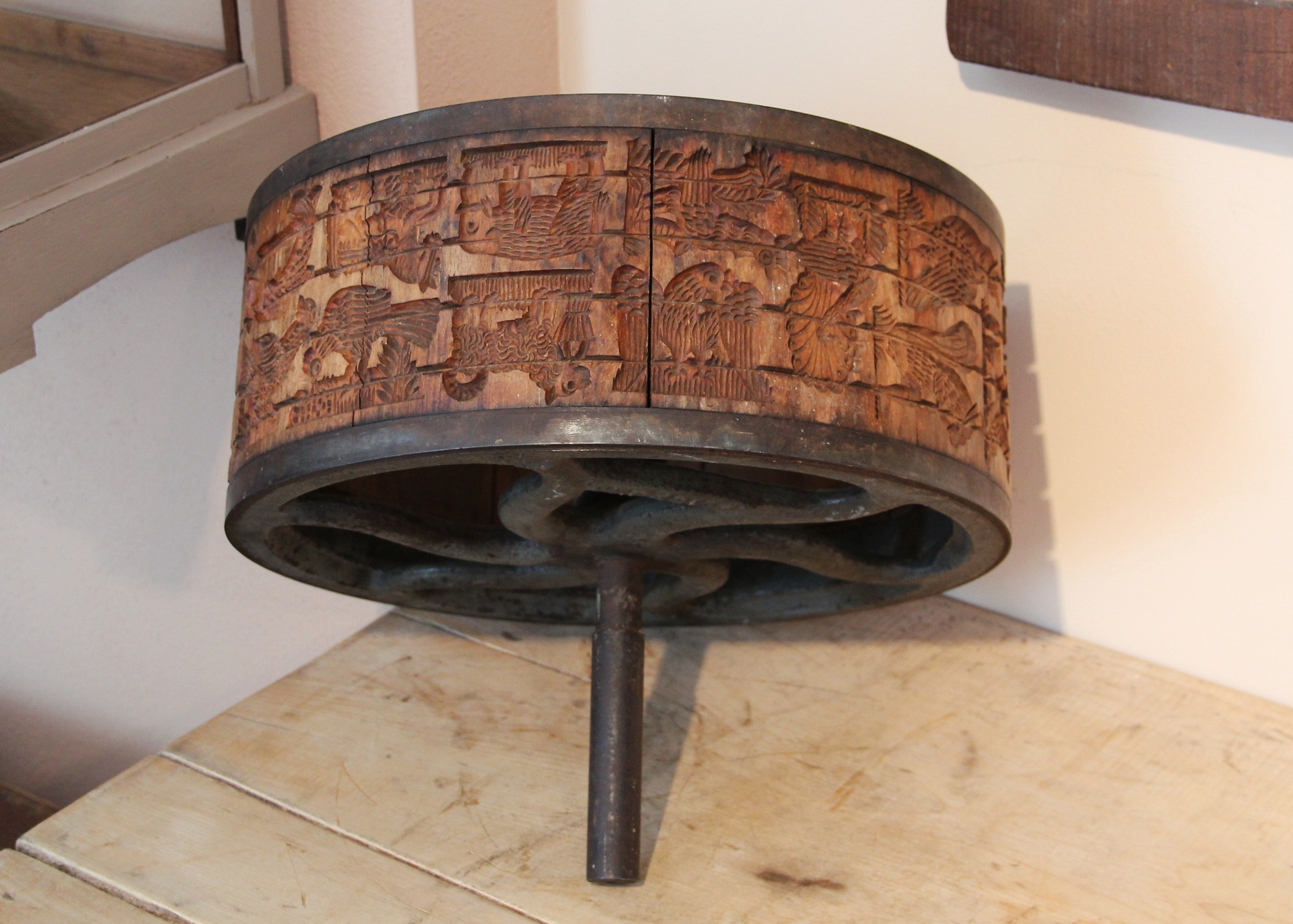
Alte Form aus einer Pulsnitzer Pfefferküchlerei im Museum Pfefferkuchen-Schauwerkstatt in Pulsnitz

Pulsnitzer Pfefferkuchen (geschützter Name) sind eine traditionell handwerklich hergestellte Lebkuchenvariante in verschiedenen Sorten, die aus dem sächsischen Pulsnitz kommen. Er unterscheidet sich prinzipiell durch eine längere Lagerung und Reifung des Grundteiges vor dem Backen von anderen Leb- und Honigkuchenvarianten. Der Pulsnitzer Pfefferkuchen war und ist dabei kein typisches Saisonprodukt. Er wird auch noch heute ganzjährig hergestellt und in den Pfefferküchlereien der Stadt sowie auf den Märkten der Region angeboten.

## Historisches
Seit Januar 1558 dürfen die Pulsnitzer Bäcker Pfefferkuchen über ihren eigenen Bedarf backen. In einem speziellen Privileg derer von Schlieben, Grundherren zu Pulsnitz, wird bestimmt, „...und soll ein Ider meister so viell Rockens Packen, als die gemeine Nottdurfft erfordert, Deßgleichen Pfefferkuchen...“.  Bereits 1654 wird der Name „Pfefferküchler“ für die Herstellung des Pfefferkuchens urkundlich erwähnt. Auf dem Dresdner Striezelmarkt (Striezelmontag) waren die Pfefferküchler ab 1655 mit ihren Waren vertreten. Um 1675 kam es zu einem sogenannten „Pfefferkuchenstreit“ zwischen dem Rat zu Kamenz und zwei Pulsnitzer Pfefferküchlern, denen man damals verwehrt hatte, ihre Ware auch außerhalb der Stadt Pulsnitz anzubieten. Erst im Jahre 1677 konnte dieser Streit, durch die Vermittlung des Gerichtsherrn Gotthold von Werthern, beigelegt werden. Den Pulsnitzer Pfefferküchlern wurde nun wieder gestattet, ihre Pfefferkuchenware am Gründonnerstag, am Weihnachtsabend und an allen Jahrmärkten in Kamenz feilzuhalten.
Bereits 1720 entbrannte ein neuer Streit, als sich die Dresdner Weißbäcker und Pfefferküchler beim Rat der Stadt Dresden über die „Fremden“ Pfefferküchler aus Pulsnitz beschwert hatten und man ihnen in Zukunft den Verkauf ihrer Waren auf dem Dresdner Striezelmarkt verbieten wollte. Das sollte auch für die Pfefferküchler gelten, welche bereits ein Besuchsrecht zum Striezelmarkt hatten. Der Rat entsprach im November 1720 dieser Beschwerde, allerdings sollte das Verbot nicht für die Pfefferküchler aus Pulsnitz gelten. Über diesen Entscheid erhob ein Kamenzer Pfefferküchler Einspruch und rief die Entscheidung des Kurfürsten an. Dieser gestattete schließlich am 5. September 1721 allen Pfefferküchlern auch weiterhin den Besuch des Striezelmarktes per Befehl: „Wir lassen es bey deme. Was dißfalls hergebracht und wie es darmit zeithero gehalten worden, noch ferner bewenden.“.
Als der Pulsnitzer Bäcker und Küchler Tobias Thomas von seiner Wanderschaft aus Thorn in Preußen (heute Toruń in Polen) im Jahr 1745 mit neuen Ideen und Rezepten in seine Heimatstadt zurückkehrte, erfuhr das Handwerk einen neuen Aufschwung. Zunächst waren es Bäcker, die auch als Pfefferküchler tätig waren und neben Brot auch Pfefferkuchen herstellten. Ab Mitte des 19. Jahrhunderts findet man dann in Pulsnitz die traditionell typische Pfefferküchlerei, welche ausschließlich Pfefferkuchen produzierte. An den Markttagen sowie auf Jahrmärkten waren die Pfefferküchlereien in den umliegenden Städten und Dörfern mit ihren Produkten regelmäßig anzutreffen. Mit Pferd und Wagen reiste man oft bis nach Dresden, Chemnitz und Leipzig. Einige Pfefferküchler waren auf den zahlreichen großen Industrie- und Gewerbeausstellungen sowie Messen mit ihren Produkten vertreten. Sie erhielten Ehrungen und Preismedaillen. Verschiedene Abbildungen der erworbenen Medaillen und Ehrenpreise zierten oft Häuserfassaden und die Schaufensterscheiben der Geschäfte. Zwei Pulsnitzer Pfefferküchler hatten früher das Prädikat eines Hoflieferanten. Schon 1671 ließ der Rat zu Kamenz aus Ermangelung eigener Pfefferküchler den traditionellen Neujahrspfefferkuchen für das Kloster St. Marienstern in Pulsnitz backen. Im Jahre 1997 wurde durch die Innung der Pulsnitzer Pfefferküchler diese alte Tradition nun wiederbelebt. Die Stadt Pulsnitz nennt sich nach alter Tradition noch heute zusätzlich Pfefferkuchenstadt.

## Pulsnitzer Pfefferküchler

### Geschichte
Als Pfefferküchler oder Pfefferkuchenbäcker werden Handwerker bezeichnet, deren Geschäft es ist Pfefferkuchen zu backen. Bis zur Mitte des 20. Jahrhunderts waren die Begriffe „Pfefferküchler“ und „Pfefferkuchen“ im deutschen Sprachgebrauch noch weit verbreitet, so auch in Regionen, wo sich heute der Begriff „Lebkuchen“ durchgesetzt hat. So wird noch zum Beispiel in einer Werbebroschüre aus Nürnberg aus dem Jahre 1906, neben „Lebkuchen“, auch immer wieder die Produktbezeichnung „Pfefferkuchen“ genutzt. Früher wurden die Pfefferkuchen nur mit Roggenmehl gebacken und galten daher als die „Gewöhnlichsten“. Solche Pfefferkuchen, welche aus Weizenmehl hergestellt wurden galten hier als die „Nürnberger Pfefferkuchen“ und unterschieden sich von den übrigen Arten. Hier wurde vom Mehl immer die dunklere Variante bevorzugt. Die Grundteige bestanden aus Roggenmehl, Honig und Sirup. Der Honig und Sirup wurde dabei ursprünglich noch selbst in Kesseln durch Kochen und Abschäumen von Verunreinigungen befreit.
Einige Pfefferküchler kochten, je nach Rezept, dabei Honig und Sirup schon vermischt auf. In einer Pfefferküchlerei waren stets viele Gefäße mit Teig, die unterschiedliche Zeit „abgelagert“ waren vorrätig. Zum Kneten der Lagerteige war ein starker „Brechbaum“ in jeder Küchlerei notwendig. Durch anschließendes zeitaufwendiges Kneten mit den Händen wurde der Teig durchgearbeitet. Da Honigteige heller sind als Sirupteige, hat man beim Kneten den Teig öfters mit dem Messer aufgeschnitten um die gewünschte gleichmäßige farbliche Struktur zu erreichen und zu kontrollieren. Nach dem Backen entstand dann ohne zusätzliche Gewürze eine einfache Pfefferkuchen-Sorte. Eine verbreitete Art Pfefferkuchen herzustellen war das „Dörren“. Dazu wurden die Pfefferkuchen nach dem Backen auf Latten und Brettern über dem Backofen hart gedörrt. Dieses Gebäck war somit fast unbegrenzt haltbar.
Es war im Allgemeinen üblich, dass sich auch die Pfefferküchler in einer Zunft zusammenschlossen. Viele Verordnungen waren an die Zunftordnungen aus dem damaligen Breslau angelehnt. Wer in diesem Gewerke Meister werden wollte, musste sich beim Ältesten melden und dort seinen Lehr- und Gesellenbrief vorlegen. Zudem war nachzuweisen, dass er „drei Jahre auf das Handwerk gewandert, oder deshalb von der Cammer Dispensation erhalten habe“. Dabei war die Zeit, welche der Bittsteller bei der Königlichen Armee zugebracht und dafür einen ehrlichen Abschied erhalten hatte, anzurechnen. Das sogenannte Meisterstück bestand oft aus Backwaren mit einem Wert von bis zu 12 Reichstalern. Darin waren auch verschiedene „Thornsche Sorten“ zu verschiedenen Preisen, Nürnberger Pfefferkuchen, Bilderwerk (Bilderpfefferkuchen) gefordert. Diese Stücke mussten vom Antragsteller in einer ansässigen Meisterküchlerei, unter Aufsicht des Meisters hergestellt und später „vor versammelten Gewerk vorgezeiget werden“.
Pfefferküchler waren in vielen Gegenden berechtigt auch Wachsarbeiten aus Bienenwachs zu verkaufen und Met zu brauen. Pfefferküchler-Gesellen waren lange nicht berechtigt ihrem Meister zwischen dem Martinstag und Maria Lichtmeß die Arbeit zu kündigen.
Im sächsischen Pulsnitz lebten und leben die Pfefferküchler ganzjährig vom Handwerk der Pfefferkuchenbäckerei. Zuerst hat man in den Handwerksbetrieben neben Pfefferkuchen auch Brot und Weißbackwaren hergestellt. Im Jahre 1919 machte sich die Pulsnitzer Pfefferküchlerinnung selbständig und wurde zwischen 1933 und 1945 der Konditoren-Innung Zittau angeschlossen. In der DDR waren die Pulsnitzer Pfefferküchler im Kreis Bischofswerda in der Genossenschaft des Bäcker-, Müller-, Konditoren- und Pfefferküchlerhandwerks eingegliedert. Die Pulsnitzer Pfefferküchler blieben Privatunternehmen bis zum Ende der DDR.
Ab dem 3. Oktober 1990 galt die Handwerksordnung der Bundesrepublik Deutschland.
In der Liste der Handwerksberufe mit Meisterausbildung fehlte damals noch das Handwerk der Pfefferküchler. Am 13. Februar 1998 beschloss der Deutsche Bundestag die Neuordnung der Handwerksordnung und nahm das Handwerk der Pfefferküchler in die Liste auf.

## Historische Pfefferküchlereien
Diese Liste gibt einen Überblick über ehemalige Bäckereien mit Pfefferkuchenherstellung und Pfefferküchlereien ab 1585.
1585–1687 (Zeitraum der Erwähnung)
- 1585, George Deuffel, Bäckerei mit Pfefferkuchenbäckerei
- 1624, Christoph Deuffel
- 1686, Gottlieb Deuffel, war auch Stadtrichter
- 1654, George Ziegenbalg, war auch Bürgermeister
- 1657, Christian Ziegenbalg
- Gotthard Großmann
- Jakob Großmann
- Gottlieb Großmann

1743–1900 (Erwähnung bzw. Zeitraum der Gründung)
- 1743, Tobias Thomas
- um 1820 erwähnt, Gärtner, Musseliek
- 1825 Johann Christian Groschky
- 1834, Gottlieb Bubnick, Honigkuchen und Lebkuchenfabrik
- 1865, Oswald Köhler
- 1865, Oscar Oswald
- 1865, Moritz Liebscher
- 1869, Hauffe
- um 1891 erwähnt, Oscar Thomas
- um 1870, Eduard Vogt
- 1880, Moritz Rüdrich, war ab 1913 Hoflieferant Seiner Königlichen Hoheit Prinz Johann Georg, Herzogs zu Sachsen und ab 1918 auch Königlich-Sächsischer Hoflieferant
- 1884, K. Hermann Richter
- 1886, Friedrich Löschner
- 1896, Richard Köhler, war auch Hoflieferant im Fürstentum Schwarzburg-Sondershausen und Schwarzburg-Rudolstadt
- 1900, Richard Götz

1900–1958 (Gründung)
- um 1909, Ernst Löschner
- 1920, Moritz Gebauer
- nach 1920, J. I. Müller
- 1928, Kurt Scheiding
- 1958 Werner Winkelmann

## Heutige traditionelle Pfefferküchlereien
- Pfefferküchlerei Georg Gräfe (seit 1909)[10]
- Pfefferküchlerei E.C. Groschky (seit 1825)[11]
- Pfefferküchlerei Karl Handrick (seit 1911)[12]
- Pfefferküchlerei Hermann Löschner (seit 1813)[13], Inhaber Peter Kotzsch ist zurzeit der Obermeister
- Pfefferküchlerei Richard Nitzsche (seit 1908)[14]
- Pfefferküchlerei Max Schäfer (seit 1924)[15]
- Pfefferküchlerei Max Spitzer (seit 1920)[16]
- Pfefferküchlerei Bernhard Zeiler (seit 1904)[17]
- Pulsnitzer Lebkuchenfabrik (seit 1884)[18]

## Pulsnitzer Pfefferkuchenmarkt, das Pfefferkuchenmuseum und Sonstiges

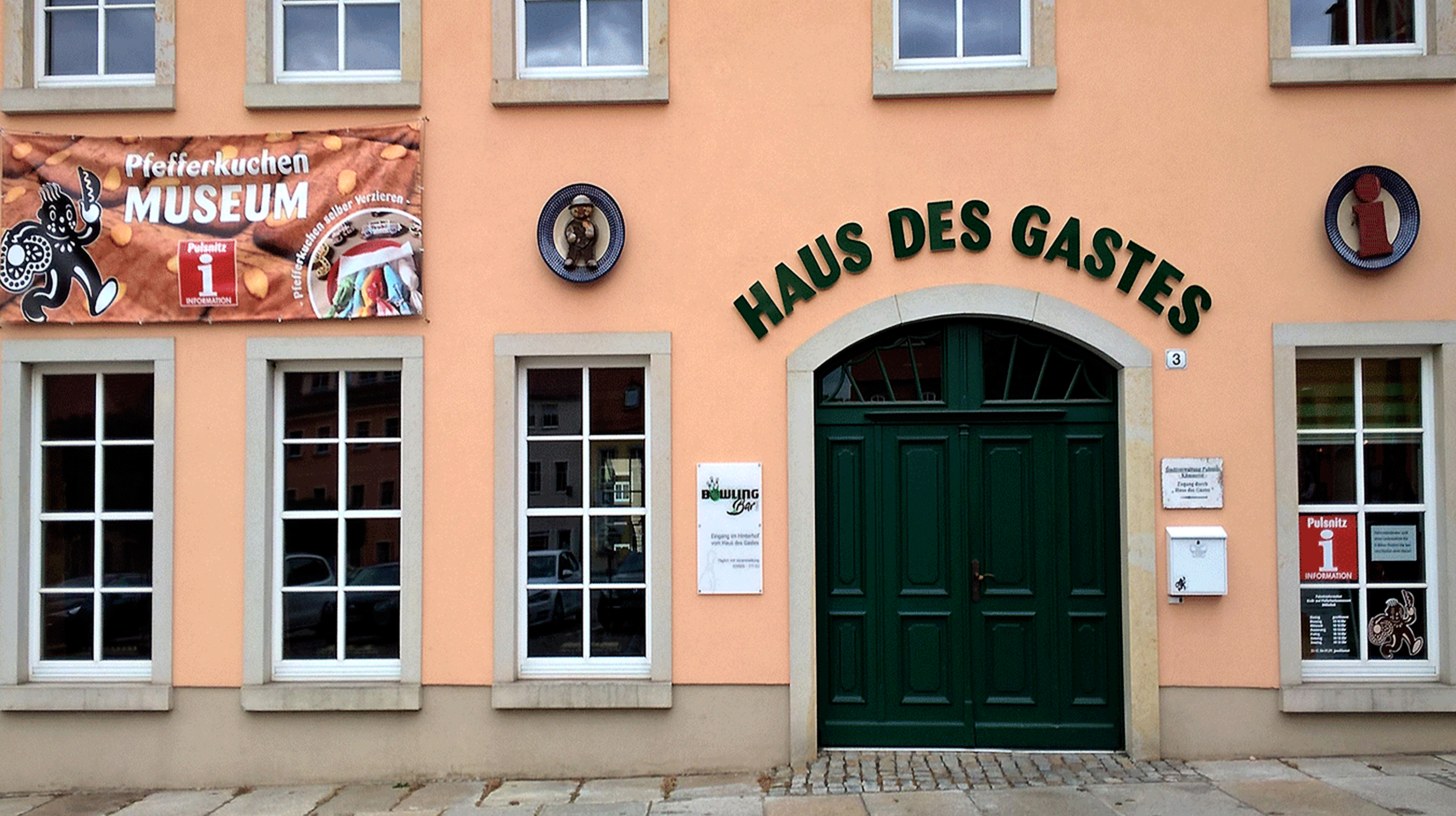
Pfefferkuchen Museum Pulsnitz – Haus des Gastes – Marktplatz 2020

Auf dem meist Anfang November veranstalteten traditionellen Pulsnitzer Pfefferkuchenmarkt sind alle heutigen Pfefferküchlereien und die Lebkuchenfabrik mit ihren Waren vertreten und bietet hier die Möglichkeit zum direkten Vergleich. 2020 fiel der Pfefferkuchenmarkt erstmals seit Beginn der Tradition 2003 aufgrund der Corona-Epidemie aus. Auch 2021 musste der Pfefferkuchenmarkt abgesagt werden. Seit 2022 findet der Pfefferkuchenmarkt wieder ohne Einschränkungen statt. Der 20. Pfefferkuchenmarkt war im Jahre 2024 vom 1. November bis 3. November. Der 21. Pfefferkuchenmarkt ist im Jahre 2025 vom 7. November bis 9. November geplant.
Das Museum Pfefferkuchen-Schauwerkstatt gibt Einblicke in eine Pfefferküchlerei um 1900 und zeigt viel historisches Zubehör zum Thema Pfefferkuchen. In der eigenen Backstube können Pfefferkuchen selbst gebacken werden. Im Jahre 2008 lud man zum ersten Mal zu einem Tag der offenen Pfefferküchlerei ein und 2015 erneut. Am 15. April 2018 gab es zum dritten Mal einen Tag der offenen Pfefferküchlereien. Daran beteiligten sich die acht Pfefferküchlereien und die Lebkuchenfabrik.
Das Pfefferkuchen Museum befindet sich in Pulsnitz im Haus des Gastes auf dem historischen Marktplatz.

## Herstellung und Zutaten
Für die „Originalen Pulsnitzer Pfefferkuchen“ werden als Gewürze zum Beispiel Zimt, Kardamom, Fenchel, Muskatnuss und Macisblüte verwendet. Daneben werden Honig und Sirup als Würzmittel für den Grundteig aus Weizen- und Roggenmehl genutzt. Dieser wird je nach Rezept bis zu mehrere Jahre lang kühl gelagert, wobei er durch die natürliche Gärung Geschmack und Backeigenschaften gewinnt. Nicht nur die Gewürzmischung allein, sondern die Kombination von unterschiedlich lang abgelagerten Grundteigen miteinander bringt den aromatischen Unterschied in das Gebäck der einzelnen Pfefferküchler. Durch die lange Lagerung wird der Grundteig sehr fest und musste daher früher vor der Verarbeitung auf einer sogenannten Brechbank (siehe Foto) gebrochen (durchgeknetet) werden. Trotz einiger Maschinen blieb die Herstellung bis heute vorwiegend Handarbeit. Als Backtriebmittel verwendet man Hirschhornsalz oder Pottasche. Erst zum Schluss wird der Teig mit unterschiedlichen Gewürzen sowie anderen Zutaten versehen und im Backofen abgebacken. Aber auch hier gibt es Unterschiede und jeder Pfefferküchler hat sein eigenes Rezept.

## Produkte
Zahlreiche Sorten von Pfefferkuchen sind ständig im Angebot, dabei werden auf Bestellung auch Einzelstücke (Schaustücke) in Handarbeit hergestellt. Jede Pfefferküchlerei hat ihre besondere Hausmarke. Das ist wie zum Beispiel der „Rietschelkuchen“ oder der „Cranberry-Pfefferkuchen“ eine spezielle Sorte, welche nur in einer bestimmten Küchlerei hergestellt wird.
Die wichtigste Pulsnitzer Pfefferkuchensorte, die Spitzen, sind mit verschiedenen Konfitüren gefüllt und mit Schokolade überzogen. Daneben gibt es auch ungefüllte Sorten in den unterschiedlichsten Ausformungen, darunter Alpenbrot, Pflastersteine, Leckerle und neuerdings Vollkornpfefferkuchen, Bio-Dinkelvollkornpfefferkuchen und auch Hanfpfefferkuchen. Ein Anbieter hat auch Energie-Schnitten auf der Basis von Lebkuchenteig im Angebot. Mit einer bunten Zuckerglasur individuell verzierte Pfefferkuchen sind ebenfalls sehr beliebt und dienen heute nicht selten als Werbebotschaft.
Neben den Pfefferkuchen gab und gibt es noch andere Spezialitäten deren Beigabenrezepturen sich ändern können oder auch völlig neu kreiert sind. Damit konnte sich in den Pulsnitzer Pfefferküchlerein eine umfangreiche Produkt- und Geschmacksvielfalt entwickeln ohne dabei die eigentliche Teigbasis (Grundteig) zu verändern. Ein traditionelles Backwerk aus den Pfefferküchlereien sind die Makronen (Kokosmakronen) die es früher auch als Suppenmakronen, eine feingemahlene Variante, gab. Einige Produkte sind heute allerdings nur noch vom ehemaligen Namen her bekannt und werden nicht mehr angeboten. So gab es zum Beispiel einmal Pulsnitzer Margaritchen, Pulsnitzer Kathreinchen, Basler oder auch die gefüllten und fein dekorierten Kaiser- und Goethekuchen. Um 1950 waren die Luna-Küsse eine sehr beliebte Sorte.
Eine weitere Spezialität ist der Sächsische Soßenpfefferkuchen, der auch als Speisekuchen bekannt ist. Durch seine abgerundete Würzung, bekommt die Soße eine besondere Note sowie einen vorzüglichen Geschmack. Besonders bei der Zubereitung vom Sächsischen Sauerbraten wird Soßenkuchen gern verwendet. Aber auch bei Wildgerichten und Fischspezialitäten wird der Sächsische Soßenpfefferkuchen genutzt.
Früher wurde noch in einigen Pfefferküchlereien als zusätzliche Spezialität Baumkuchen hergestellt, welcher allerdings heute kaum noch angeboten wird.